# ターミネーター:ニュー・フェイト
『ターミネーター: ニュー・フェイト』（原題 Terminator: Dark Fate）は、2019年のアメリカのSFアクション映画。ティム・ミラーが監督、デヴィッド・ゴイヤー、ジャスティン・ローズ、ビリー・レイが脚本、ジェームズ・キャメロンとデヴィッド・エリソンが製作を務めた。ターミネーターシリーズの第6作目にして『ターミネーター2』（1991年）の続編であり、『ターミネーター3』（2003年）、『ターミネーター4』（2009年）、『ターミネーター:新起動/ジェニシス』（2015年）、TVドラマ『ターミネーター:サラ・コナー クロニクルズ』などとは別の時間軸が舞台となっている。
主演はリンダ・ハミルトンとアーノルド・シュワルツェネッガーで、それぞれサラ・コナーとT-800（ターミネーター）を演じ、23年ぶりの再会を果たしている。また、新キャラクター役として、マッケンジー・デイヴィス、ナタリア・レジェス、ガブリエル・ルナ、ディエゴ・ボネータらが出演する。
本作では、ターミネーターとは別に常人より強い能力を持つ強化人間（Enhanced Human Being、エンハンスド・ヒューマン・ビーイング）も登場した。
国際配給は20世紀フォックスが担当し、日本でも当初は同社の日本支部が配給予定だったが、フォックスがディズニー社に買収（ディズニーによる21世紀フォックスの買収を参照）された影響もあり、本作以降は20世紀フォックス（現：20世紀スタジオ）の制作映画をウォルト・ディズニー・ジャパンが配給している。
レイティングはアメリカ国内でR指定となっており、日本国内でもPG12指定となった。

## ストーリー
1998年、スカイネット誕生を阻止し、審判の日を回避させたサラ・コナーとその息子ジョン・コナーは、リビングストンにあるビーチを訪れる。突如T-800が目の前に現れ、サラには見向きもせず、ジョンを抹殺する。T-800はそのままビーチを後にする。
2020年。メキシコに住むダニーは、弟のディエゴと共に勤務先の工場に出勤する、彼らの父に擬態したRev-9が現れる。間一髪で駆けつけたグレースに助けられ、3人で逃亡を図るも、Rev-9の執拗な追跡が続き、ディエゴは死亡してしまう。2体に分かれたRev-9はグレースとダニーを挟み撃ちにし、絶体絶命かと思われた時、サラが現れRev-9を一時的に無力化する。サラは呆然とする2人に「すぐに戻る（I'll be back.）」と言い残し、Rev-9を追って橋の下へと降りて行く。その隙にグレースはサラの車にダニーを乗せ、サラを置き去りにし現場から立ち去る。車中でダニーに、父親が既に抹殺されていると告げる。Rev-9は再び合体し、その後も自在に分裂合体を繰り返す。
逃亡の最中グレースは強化の副作用で瀕死の状態に陥る。薬局を訪れたダニーとグレースは、駆けつけて来たサラに隠れ家へ連れて行かれる。そこでサラはグレースを治療し、目が覚めたグレースとダニーと逃げながら情報を共有する。サラは人類と戦うAI「スカイネット」の出現を防いだこと、ジョンの死、そして何者からか送られてくるメールの情報通りに現れるターミネーターを狩り続け、今回のメールでグレースの出現を知ったことなどを明かす。グレースはダニーを守るために送り込まれて来た強化人間であること、自分の未来ではAI「リージョン」が人類と戦っていることを2人に伝える。サラは、ダニーが自分と同じく「抵抗軍の指導者の母親となる存在」であると考え、協力を約束する。Rev-9がネットワークにアクセスし、自分たちの行方を追っていると推測する。
グレースが司令官から教えられていた協力者とサラへのメールの送り主が同一人物であることを知った3人は、その人物のいるアメリカに向かう。ダニーの叔父の協力を得て国境を越えるも、Rev-9に攻撃され、国境警備隊に捕まる。Rev-9の襲撃を危機一髪で退けた3人は、ヘリコプターでメールの発信源とされるテキサス州ラレドへ向かう。そこで3人はかつてジョンを殺したT-800に出会う。T-800は「カール」と名乗り、家族を得て20年間暮らしたことにより良心が芽生え、自らが感知したタイムスリップの予兆をサラに伝えることで、生きる目的を与えようとしていたと語る。彼らは協力することにし、ダニーを餌にキル・ボックス（罠箱）でRev-9を待ち構え破壊しようと決める。
彼らはRev-9を破壊すべく、サラの旧知である米軍少佐と接触し、Rev-9を破壊できるEMP兵器を入手するが、そこへRev-9がヘリコプターで強襲する。一行は輸送機で上空へと逃れるが、EMP兵器は破壊されてしまう。それでも困難に立ち向かおうとするダニーに対し、グレースは抵抗軍の指導者になるのはダニー自身であり、リージョンの反乱によって孤児となった自分を助けてくれたのも彼女であると真実を明かす。その直後空中給油機を奪取したRev-9に追いつかれ、衝突の末に輸送機は分解炎上してダムに墜落する。
墜落直前に輸送機からハンヴィー（アメリカ軍向けにAMゼネラルが製造した汎用四輪駆動車）で脱出し、水力発電所のタービン室まで逃れたダニーたちは、この場所をキル・ボックスと定める。Rev-9と激しい戦闘の末にグレースは重傷を負い、T-800も機能を停止する。満身創痍となりながらもダニーを抹殺しようとするRev-9を前にし、瀕死となったグレースは自らの動力源「パワーパック」を武器として用いることを提案し、拒絶するダニーを説き伏せてパックを摘出させ息絶える。大切な人々を失ってしまったダニーは怒り狂いRev-9へ挑むが一蹴され窮地に追い込まれてしまう。絶体絶命の中、再起動したT-800の助力でダニーはRev-9の頭蓋骨格にパワーパックを突き刺し、T-800はRev-9を引きずり発電所のピットへと落下し、「ジョンのために」と言い残し互いに機能を停止する。ダニーとサラは生き延び、未来に備える。

## キャスト
※括弧内は日本語吹替。
- サラ・コナー - リンダ・ハミルトン（声：戸田恵子[14]）
  - スタント＆若きサラのボディダブル - マディ・カーリー（英語版）
  - スタント＆現代サラのボディダブル - ジェシ・フィッシャー
- T-800／カール - アーノルド・シュワルツェネッガー（声：玄田哲章[14]）
  - 過去のT-800のボディダブル - ブレット・アザー[15]
- グレース - マッケンジー・デイヴィス（声：坂本真綾[14]）
  - 10歳のグレース - ステファニー・ギル（声：黒木彩加）
- ダニー・ラモス - ナタリア・レイエス（声：高垣彩陽[14]）
- ガブリエル／Rev-9（レヴ-ナイン） - ガブリエル・ルナ（声：小松史法[14]）
- ディエゴ・ラモス - ディエゴ・ボネータ（声：伊東健人[14]）: ダニーの弟
- フィリペ・ガンダル - トリスタン・ウヨア（声：蜂須賀智隆）: ダニーの叔父
- ヴィセンテ - エンリケ・アルセ（英語版）（声：なし）: ダニーとディエゴの父親
- アリシア - アリシア・ボラチェロ（英語版）（声：山口協佳）: カールの妻
- マテオ - マヌエル・パシフィック（声：なし）: カールの継子
- ディーン少佐 - フレイザー・ジェームス: サラの友人のアメリカ空軍士官
- ウィリアム・ハドレル - トム・ホッパー（声：中村和正）: グレースが属するレジスタンスの司令官
- リグビー - スティーヴン・クリー（英語版）（声：川原元幸）: アメリカ国境警備局の捜査官
- クレイグ - スチュワート・マッカリー（英語版）（声：佐々木祐介）: ダニーとディエゴが働く工場の管理者
- グレースの母の声 - ジョージア・サイモン（声：中村綾）
- ジョン・コナー -  エドワード・ファーロング[16]（声：なし）
  - 若きジョンの声 - アーロン・クニッツ
  - 若きジョンのボディダブル - ジュード・コリー[17]
- ピーター・シルバーマン - アール・ボーエン（アーカイブ出演）（声：魚建）

その他日本語吹替：岡本幸輔、鷄冠井美智子、渡井奏斗、落合福嗣、佐久間元輝、広瀬淳、石黒史剛、熊谷海麗、織部ゆかり、中西正樹

## スタッフ
- 原作 - ジェームズ・キャメロン、ゲイル・アン・ハード
- 原案 - ジェームズ・キャメロン、ジャスティン・ロードス、ジョシュ・フリードマン、デヴィッド・S・ゴイヤー、チャールズ・H・イグリー
- 脚本 - デヴィッド・S・ゴイヤー、ビリー・レイ、ジャスティン・ロードス
- 製作 - ジェームズ・キャメロン、デヴィッド・エリソン
- 共同製作 - ビリー・レイ
- アソシエイトプロデューサー - リー・グルメット
- 製作総指揮 - エドワード・チェン、ボニー・カーティス、ダナ・ゴールドバーグ、デヴィッド・S・ゴイヤー、ドン・グレンジャー、ジョン・J・ケリー、ティム・ミラー、ジュリー・リン
- 撮影 - ケン・セング
- 美術 - ソーニャ・クラウス
- 衣装 - ナイラ・ディクソン
- 編集 - ジュリアン・クラーク
- 音楽 - トム・ホーケンバーグ
- スクリプター - ポウラ・キャサリン
- 制作担当 - シェリー・ハンソン、ピーター・ウェラー・ソラー
- 広報 - アマンダ・ブランド
- 特技監督 - ニール・カルバード、ポウ・コスタ
- 製作 - パラマウント映画、20世紀フォックス、スカイダンス・プロダクションズ、ライトストーム・エンターテインメント、テンセント・ピクチャーズ
- 監督 - ティム・ミラー
- 配給 - パラマウント映画、20世紀フォックス

## 製作
2019年4月4日（米国時間）にラスベガスにて開催された「Cinema Con」に登壇したアーノルド ・シュワルツェネッガーやリンダ・ハミルトン、マッケンジー・デイヴィス、その他スタッフによれば、本作は「『ターミネーター2』に残してきたものを再開する物語」とされている。ハミルトンは出演の依頼に6週間ほど熟考する時間をもらったうえでトレーニングを積み撮影に臨んだ。『ターミネーター2』当時と同じく現場では腕立て伏せや懸垂を重ねてシュワルツェネッガーを驚かせた。23日には『ターミネーター』シリーズの映画化権を持つスカイダンス・メディアの株式を取得した企業テンセント・ピクチャーズが共同製作に加わることも発表された。
2019年5月23日に最初の予告編が公開され、同年8月29日（審判の日）に2つの予告編が公開された。また、決め台詞の「I'll be back」は前述の通り今作にも登場する。
2020年3月4日にはDVDとBlu-ray Discが同時に発売された。いずれも複数の特別収録があり、数々の未公開シーンも収録されている。

## 評価
映画批評集積サイトのRotten Tomatoesには300件以上のレビューがあり、批評家支持率は70%でその平均評価は6.2/10、観客満足度は82%である。IMDbユーザーによる評価では、6.2/10である。Metacriticでは、批評家による加重スコアが54/100、観客によるスコアが3.9/10となっている。
IGNは10点満点のうち8点（GREAT）を付け、「（ターミネーター：ニュー・フェイト）は前の3作がつまずいた点で成功し、クリエイティブ性においても、商業面においてもフランチャイズを良い状態に戻しており、ジェームズ・キャメロンによる初期2作の成功点を巧みに活かしながら、初登場のキャラクターたちと新たな危機を創り出し、人類の発展に困難な課題を突き付けている」と評した。

## 興行収入
2019年11月1日にアメリカ合衆国で世界初公開された北米初日興行収入では、当初の予想は4,000万ドルだったが、1,060万ドルに留まる。そのため、製作費の1億8,500万ドルに対し、このまま大きな巻き返しがなければ、1億ドルの赤字計上となる可能性が2019年11月初旬の時点で浮上していた。広告宣伝費等を加味すると、損益分岐点は約4億8,000万ドルと見られていたが、世界興行収入は最終的に2億6,100万ドルに留まっている。
日本では劇場公開開始に際して行なわれたYouTubeでの本編映像一部公開に加えて、シュワルツェネッガーら主要キャスト達の来日、記者会見、ジャパンプレミアが功を奏し、興行通信社による全国映画動員ランキングでは2週連続で1位を獲得した。また、日本の累計興行収入は、23億5000万円となっている。

## 続編の意図
公開当時ジェームズ・キャメロンは、「人間と人工知能の関係を描きたい」と『ターミネーター ニュー・フェイト』の続編の実現に熱意を燃やし、早くから、『ターミネーター2』（1991）の正統なる続編である本作を皮切りに、新たな3部作のプロットをすでに完成させていたことを明かしていた。「米Collider」の取材にて、キャメロンは「『ターミネーターシリーズ』に戻ってきた大きなモチベーションのひとつは、人間と人工知能の関係を描けるということだ」と語った。また、「今回では土台を作り、2作目や3作目で深く掘り下げて行くことになる」とも述べた。
公開から半年後、グレース役のマッケンジー・デイヴィスは、ニュー・フェイトについて「出演できたことを誇りに思っている」とコメント。しかし、「続編はあるのか」との質問に対し、興行収入を振り返り「本作は観客にあまり求められていなかったと思う。私達は観客が何を求めているのかよく考えるべき」と続編についての有無をはっきりとは答えずに、やや悲観的にコメントした。
そして公開から数年後、監督を務めたミラーは「コミコン・インターナショナル2022」のパネルディスカッションにて、本作が失敗作であること、制作に当たった際の自身の思いは間違いであったことを認める発言をした。
キャメロンは、2022年にはシュワルツェネッガーの復帰は間違いだった、本作を過大評価しすぎだったことを認めている。また、ミラーとは衝突したが、その後は和解したとのこと。

## Blu-ray/DVD
ウォルト・ディズニー・ジャパンよりBlu-ray DiscとDVDが発売。
- Blu-ray
  - ターミネーター:ニュー・フェイト 2枚組ブルーレイ&DVD　品番：FXXF-95137　発売日：2020年3月4日
  - ターミネーター:ニュー・フェイト＜4K ULTRA HD+2Dブルーレイ＞　品番：FXHA-95137　発売日：2020年3月4日
  - ターミネーター:ニュー・フェイト　品番：VWBS7099　発売日：2020年12月2日
- DVD
  - ターミネーター:ニュー・フェイト　品番：VWDS7098　発売日：2020年12月2日

## ゲーム作品
マイクロソフトから発売されたXbox One/Windows 10用ソフト『Gears 5』（Z指定）とのコラボレーションが実施された。予約特典としてマルチプレイヤーで使用可能な「Terminator Dark Fate キャラクターパック」があり、サラ・コナー、T-800、Vector Lancer スキン、7日間のBoostなどを含む。これは現在ストアにて有料配信も行われており、「Terminator Dark Fate キャラクターパック2」にはマルチプレイヤー用のグレースとRev-9を収録している。